# Víctor Marulanda
Víctor Hugo Marulanda (Medellín, Colombia, 3 de febrero de 1971) es un empresario y exfutbolista colombiano. En diciembre de 2006 fue nombrado presidente del club de fútbol Atlético Nacional, cargo al cual renunció en diciembre de 2009, aludiendo motivos personales. Luego, en 2011 ocupó el cargo de Gerente de Gestión y Desarrollo de Atlético Nacional, hasta su renuncia en 2018. Actualmente se desempeña como director deportivo del Club Alianza Lima de Perú. En su época de futbolista profesional jugó de defensa central.
Es Ingeniero Industrial de profesión. Además, cuenta con especialización en Administración de Empresas y Gerencia Deportiva. En el cuadro verdolaga jugó 290 partidos y anotó 4 goles. 

## Selección nacional
Ha sido internacional con la Selección de fútbol de Colombia en todas las categorías.

## Clubes
| Club              | País     | Año       |
| ----------------- | -------- | --------- |
| Atlético Nacional | Colombia | 1989-1996 |
| Deportivo Pereira | Colombia | 1996      |
| Alianza Lima      | Perú     | 1997      |
| Atlético Nacional | Colombia | 1998-1999 |

## Palmarés

### Campeonatos nacionales
| Título                | Club              | País     | Año  |
| --------------------- | ----------------- | -------- | ---- |
| Campeonato colombiano | Atlético Nacional | Colombia | 1991 |
| Campeonato colombiano | Atlético Nacional | Colombia | 1994 |
| Campeonato Nacional   | Alianza Lima      | Perú     | 1997 |
| Campeonato colombiano | Atlético Nacional | Colombia | 1999 |

### Copas internacionales
| Título              | Club              | País     | Año  |
| ------------------- | ----------------- | -------- | ---- |
| Copa Interamericana | Atlético Nacional | Colombia | 1990 |
| Copa Merconorte     | Atlético Nacional | Colombia | 1998 |